# Nesticus potterius
Espèce
Synonymes
- Tuganobia potteria Chamberlin, 1933

Nesticus potterius est une espèce d'araignées aranéomorphes de la famille des Nesticidae.

## Distribution
Cette espèce est endémique de Californie aux États-Unis,. Elle se rencontre dans le comté de Shasta dans les grottes Potter Creek Cave, Shasta Lake Caverns et Samwell Cave.

## Description
Le mâle décrit par Gertsch en 1984 mesure 3,60 mm et la femelle 3,25 mm. Cette espèce est anophtalme.

## Étymologie
Son nom d'espèce lui a été donné en référence au lieu de sa découverte, la grotte Potter Creek Cave.

## Publication originale
- Chamberlin, 1933 : On a new eyeless spider of the family Linyphiidae from Potter Creek Cave California. Pan-Pacific Entomologist, vol. 9, p. 122-124.